# Hollyoaks
Hollyoaks är en brittisk såpa från 1995. Serien skapades av Phil Redmond som har varit med och regisserat serien sedan starten. Serien visas av TV400 sedan 2007 från säsongen 2005 och framåt.